# Storena sciophana
Storena sciophana là một loài nhện trong họ Zodariidae.
Loài này thuộc chi Storena. Storena sciophana được Eugène Simon miêu tả năm 1901.